# Friedrich Stieve

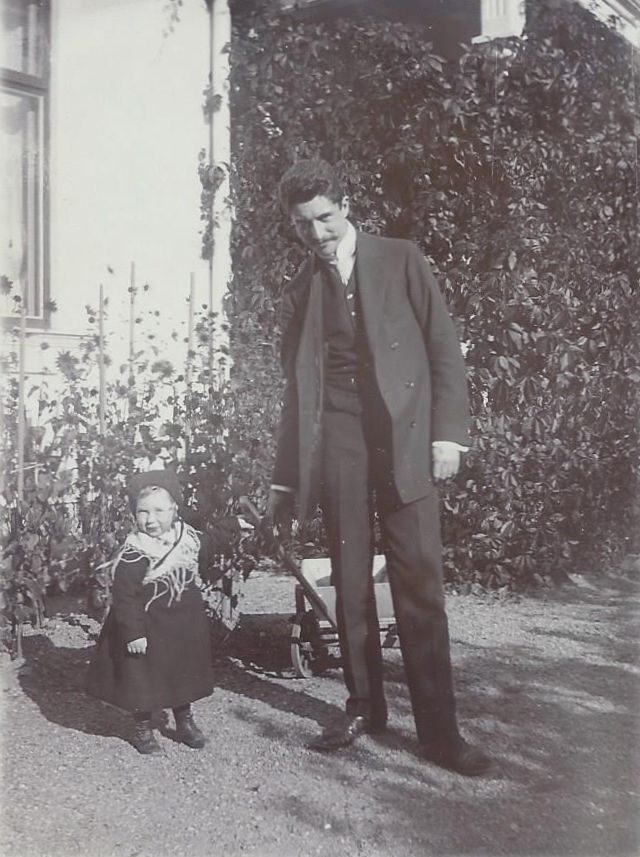
Stieve mit Ingrids Nichte Verna in Saltsjöbaden, Stockholm 1906.

Friedrich Stieve (* 14. Oktober 1884 in München; † 3. Januar 1966 in München) war ein deutscher Schriftsteller, Historiker und Diplomat.

## Leben
Friedrich Stieve machte 1904 Abitur am Wilhelmsgymnasium München und studierte anschließend Geschichte in München, Leipzig und Heidelberg. 1908 wurde er in Heidelberg zum Dr. phil. promoviert und lebte von 1909 bis 1915 als Privatgelehrter und Schriftsteller in München.
Während des Ersten Weltkrieges war er Presseattaché an der Deutschen Gesandtschaft Stockholm, und übersetzte 1915 Schwedische Stimmen zum Weltkrieg. Ab 1922 war er Leiter des Kriegsschuldreferates im Auswärtigen Amt in Berlin. Von 1928 bis 1932 war er deutscher Botschafter in Riga. Er wurde am 9. Dezember 1932 zum vortragenden Legationsrat ernannt und war von 1932 bis 1939 der erste Leiter der Kulturpolitischen Abteilung des Auswärtigen Amtes. Von 1933 bis 1936 war er Archivleiter des Politischen Archivs des Auswärtigen Amts. Nach 1933 war er auch Ministerialdirektor und Leiter der deutschen Gruppe im Deutsch-Italienischen Kulturausschuss des Amtes.
Stieve war auch Mitglied der Preußischen Akademie der Wissenschaften zu Berlin.
In seinen Veröffentlichungen aus den 1940er Jahren versuchte er Hitlers Außenpolitik als konstruktiv und friedliebend darzustellen. Das Deutsche Reich übernehme die Ordnungs- und Führungsfunktion in Europa, die zuvor das geeinte mittelalterliche Kaiserreich innehatte.

## Familie
Der Vater von Friedrich Stieve, Felix Stieve, war Geschichtsprofessor an der Universität München. Hermann Stieve war sein Bruder und Hedwig Stieve seine Schwester.
Stieve war ab 1908 mit Ingrid Larsson (1884–1941) verheiratet, der Schwester des Stockholmer Kommunalrates und anti-nationalsozialistischen Politikers Yngve Larsson. Das Ehepaar und deren ersten Tochter Ragnhild wurden um 1913 von der Künstlerin Clara Rilke-Westhoff porträtiert.

## Werke

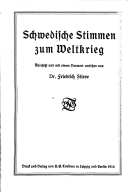
Schwedische Stimmen zum Weltkrieg

- 1909: Ezzelino von Romano bis zu seinem Buendnis mit Friedrich II. Leipzig : Quelle & Mayer [zugl. Diss. phil. Heidelberg].
- 1916: Schwedische Stimmen zum Weltkrieg.
- 1916: Die politischen Probleme des Weltkrieges. (mit Rudolf Kjellén)
- 1918: Studien zur Weltkrise. (mit Rudolf Kjellén)
- 1919: Gedanken über Deutschland. (eingeschränkte Vorschau in der Google-Buchsuche-USA)
- 1924: Iswolski und der Weltkrieg.
- 1926: Deutschland und Europa. 1890–1914.
- 1934: Geschichte des deutschen Volkes.
- 1936: Abriß der deutschen Geschichte 1792–1933. Leipzig: Schaeffer, 76 S. (2. vermehrte und verbesserte Auflage Leipzig: Kohlhammer 1937, 94 S.).
- 1939: Neues Deutschland.
- 1940: Politische Gespräche.
- 1940: Was die Welt nicht wollte: Hitlers Friedensangebote 1933–1939.
- 1940: Die außenpolitische Lage Deutschlands von Bismarck bis Hitler.
- 1941: Wendepunkte europäischer Geschichte vom Dreißigjährigen Krieg bis zur Gegenwart.
- 1942: Deutschlands europäische Sendung im Laufe der Jahrhunderte.
- 1943: Deutsche Tat für Europa.
- 1943: Elfhundert Jahre Vertrag von Verdun. Vortrag in der Preußischen Akademie der Wissenschaften am 28. Januar.